# 小傑列布欽卡
48°43′36″N 28°17′59″E / 48.72667°N 28.29972°E
小傑列布欽卡（烏克蘭語：Мала Деребчинка），是烏克蘭的村落，位於該國西南部文尼察州，由日梅林卡區負責管轄，始建於1400年，面積10.47平方公里，海拔高度229米，2001年人口262。